# Kościół św. Antoniego Padewskiego w Ostrowie Wielkopolskim
Kościół św. Antoniego Padewskiego w Ostrowie Wielkopolskim − modernistyczna bazylika położona w Śródmieściu, przy ulicy Raszkowskiej. W czasie II wojny światowej ocalony przed zniszczeniem dzięki zaangażowaniu mieszkańców i zabiegom działaczy konspiracji.

## Historia
W latach międzywojennych liczba mieszkańców Ostrowa wzrosła dwukrotnie (do ok. 30 tysięcy). Pojawiła się potrzeba budowy drugiej, po kościele św. Stanisława świątyni katolickiej. Kamień węgielny położono, z inicjatywy proboszcza Leona Płotki w 1938 r. Poświęcenie fundamentów nastąpiło 28 września tego samego roku.
Autorem projektu jest poznański architekt Franciszek Morawski. Opierał się on na swoim wcześniejszym projekcie, zgłoszonym na konkurs na Świątynię Opatrzności Bożej. Otrzymał on wówczas zaszczytną wzmiankę (projekt posiada walory architektoniczne, acz nieodpowiednie dla Kościoła Opatrzności). Do wybuchu II wojny światowej wybudowano kościół w stanie surowym (budowę doprowadzono pod dach), a wieża osiągnęła 2/3 planowanej wysokości. 
Decyzją niemieckich władz okupacyjnych kościół miał zostać rozebrany. Burzenie rozpoczęto od zniszczenia stojącego nieopodal posągu Serca Jezusowego. Informacja o wydarzeniu została natychmiast przekazana na zachód i jeszcze tego samego dnia przekazana w serwisie polskim Radia Londyn. Wielu ostrowian posiadało wówczas nielegalne radioodbiorniki. Po tamtej relacji pod kościołem zabrało się kilkuset mieszkańców, a miejscowy ruch oporu zagroził wysadzeniem sąsiedniego browaru w wypadku kontynuowania rozbiórki (P. Anders Kalisz, Ostrów Wielkopolski...). Niemcy odstąpili od swoich zamiarów (kościół zamieniono jednak na magazyn), a decyzja ta została przypieczętowana, między innymi dzięki skrytym zabiegom architektów (Polaka i Niemca), wpisaniem w 1943 r. na niemiecką listę wybitnych dzieł architektury nowoczesnej (M. Olejniczak Bedeker...).
Według innej koncepcji budowany kościół miał zostać przez władze okupacyjne na nowy ratusz. U prof. Gerharda Graubnera zamówiono nawet dokumentację techniczną, jednak trwający spór między Walterem Hirshem (burmistrzem i właścicielem browaru, który optował za magazynem w tym miejscu) a okupacyjnymi władzami nie dopuścił do realizacji planów.
Kościół ukończono w 1947 r., wieżę w latach 50., otynkowano go w latach 90. Poświęcony został 26 października 1947 r., a konsekrowany w 1997 r. Pierwszym proboszczem został ks. mjr Franciszek Dymarski, obecnym jest osobisty duszpasterz papieski, Honorowy Obywatel Miasta Ostrowa, ks. infułat Tadeusz Szmyt.

## Architektura

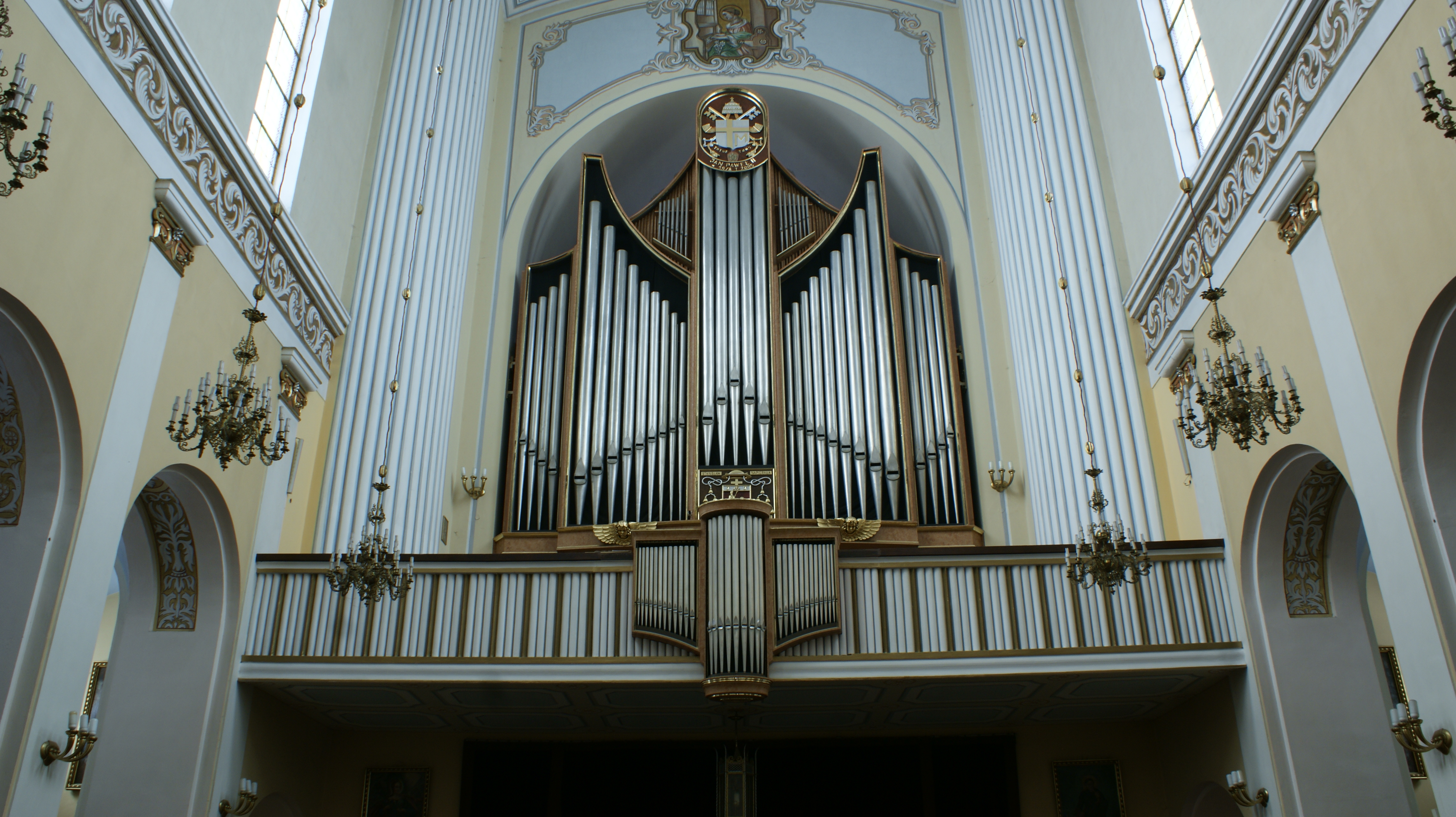
Nowe organy kościelne

Kościół św. Antoniego to trójnawowa, modernistyczna bazylika, otynkowana, z dachem czteropołaciowym i wysokimi, wypełnionymi witrażami oknami. Na balkonie fasady bocznej znajduje się, umiejscowiony wcześnie w ołtarzu głównym, pomnik św. Antoniego z Padwy. Ma on wysokość 3 m i wykuty jest z piaskowca. W przedsionku wejścia bocznego znajduje się głowa Chrystusa ze zburzonego przez hitlerowców pomnika Serca Jezusowego projektu Marcina Rożka.

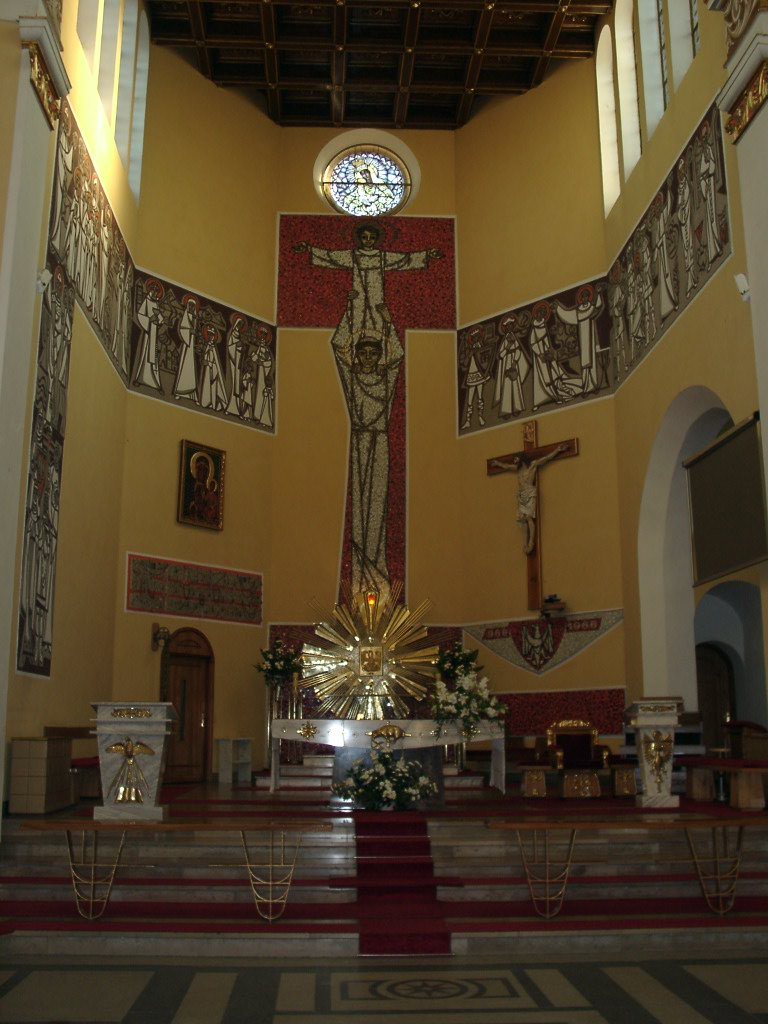
Prezbiterium, mozaika św. Antoniego Padewskiego z Dzieciątkiem Jezus

W bezpośrednim sąsiedztwie znajdują się budynki parafialne z lat 80.: probostwo oraz Dom Katechetyczny im. Jana Pawła II. W pobliżu kościoła znajdują się także: krzyż jubileuszowy oraz głaz z popiersiem Jana Pawła II. Na kościele można znaleźć tablice pamiątkowe: Stowarzyszenia Wychowanków Alma Mater Ostroviensis oraz ku czci: oficerów zamordowanych przez NKWD, (napis: Odeszli na wieczną wartę. Harcerze i harcerki Hufca ZHP Ostrów Wielkopolski w czasie II wojny światowej 1939-1945) i ks. mjra Franciszka Dymarskiego – pierwszego proboszcza parafii.

### Wieża
Modernistyczna wieża wybudowana jest w formie kampanili – wyodrębnionej z bryły kościoła. Powstała na planie kwadratu, z czterospadowym dachem, zwieńczona krzyżem. Od 1959 r. posiada trzy dzwony, odlane w Odlewni dzwonów Jana Felczyńskiego w Przemyślu. Wieża oraz budynki parafialne są połączone z kościołem biegnącymi ukośnie w stosunku do niego krużgankami, krytymi dwuspadowym dachem, z filarami łączonymi łukami.

### Wnętrza
Witraże pochodzą z 1947 r. Boczne są dziełem pracowni Henryka Nostitz-Jackowskiego, a ufundowany przez zrzeszenie kupców, przedstawiający Trójcę św. witraż nad chórem stworzony został przez Stanisława Powalisza.
Polichromia została wykonana w latach 1977–1978 (Julian Wiącek). Na filarach zawieszone są obrazy świętych i błogosławionych (Julian Wiącek), ponadto w świątyni znajdują się dwa dzieła z XVII wieku: obrazy św. Rozalii i Archanioła Michała.
Ściana frontowa prezbiterium przyozdobiona jest wielką mozaiką przedstawiającą św. Antoniego Padewskiego z Dzieciątkiem Jezus, a jego ściany boczne wykonanymi techniką sgraffito przez Wiktora Ostrzołka fryzami milenijnymi (1966) Chrzest Polski i Święci Polscy. Ponad prezbiterium, pod szczytem nawy, znajduje się fresk Ostatnia wieczerza, a na jego bokach: po lewej wizerunki św. Piotra i Pawła z 1967 r., po prawej ołtarz z obrazem Matki Boskiej Nieustającej Pomocy autorstwa Franciszka Przybylskiego z 1963 r. Ołtarz główny z 1966 i ambona z 1967 r. są marmurowe.
W lewej nawie znajdują się witraże ze św. Kazimierzem i św. Wojciechem oraz:
- ołtarz św. Józefa, ufundowany na 25-lecie kapłaństwa ks. Dymarskiego przez kupców i rzeźników w 1948 r., z obrazem św. Józefa oraz rzeźbami św. Ekspedyta (patron kupców) i św. Błażeja (patron rzeźników).

W prawej nawie znajdują się: witraż ze św. Stanisławem oraz:
- kaplica Matki Boskiej Częstochowskiej, z ołtarzem w kształcie monstrancji z 1951 r., projektu Franciszka Morawskiego, obrazem św. Anny oraz witrażami przedstawiającymi Chrystusa Arcykapłana, św. Jacka, św. Barbarę i św. Klarę,
- kaplica Serca Jezusowego, ufundowana w 1948 r. przez kolejarzy węzła ostrowskiego, z kasetonami projektu Franciszka Morawskiego, rzeźbami Jezusa Chrystusa, św. Andrzeja Boboli i św. Krzysztofa oraz witrażami przedstawiającymi św. Monikę, św. Jerzego, św. Tadeusza Apostoła, św. Małgorzatę Marię Alacoque, św. Ojca Pio, św. Katarzynę Aleksandryjską, św. Marcina oraz św. Franciszka z Asyżu.

### Organy
Do 2007 kościół posiadał 13-głosowe organy, przeniesione Władysława Kaczmarka w 1951 roku z dawnego kościoła protestanckiego w Raszkowie. Obecnie części tego instrumentu znajdują się w kościele parafialnym w Wałkowie. Obecny instrument został złożony przez firmę Jana Drozdowicza w latach 2005–2006 z części organów firmy Walcker. Organy działają w oparciu o mechaniczną trakturę gry manuałów oraz elektryczną trakturę gry pedału, połączeń oraz rejestrów. Wyposażone są w sześć wiatrownic klapowo-zasuwowych oraz cztery wiatrownice skrzyniowe. W prospekcie znajdują się piszczałki głosów Prinzipal 16' i Prinzipalbass 16'.
Dyspozycja instrumentu:
| Manuał I           | Manuał II             | Manuał III          | Pedał                |
| Krönwerk           | Hauptwerk             | Schwellwerk         |                      |
| ------------------ | --------------------- | ------------------- | -------------------- |
| 1. Gedackt 8'      | 1. Prinzipal 16'      | 1. Bourdon 16'      | 1. Violon 16'        |
| 2. Quintade 8'     | 2. Quintadena 16'     | 2. Weitprinzipal 8' | 2. Prinzipalbass 16' |
| 3. Prinzipal 4'    | 3. Prinzipal 8'       | 3. Rohrgedackt 8'   | 3. Subbass 16'       |
| 4. Offenflöte 4'   | 4. Gedackt 8'         | 4. Salizional 8'    | 4. Oktavbass 8'      |
| 5. Flachflöte 2'   | 5. Gambe 8'           | 5. Oktave 4'        | 5. Flöte 8'          |
| 6. Sifflöte 1 1/3' | 6. Nasat 5 1/3'       | 6. Flachflöte 4'    | 6. Pommer 4'         |
| 7. Mixtur 4-5f*    | 7. Oktave 4'          | 7. Nasat 2 2/3'     | 7. Choralbass 4'     |
| 8. Scharf 4-5f     | 8. Blockflöte 4'      | 8. Piccolo 2'       | 8. Rauchquinte 2f    |
| 9. Schalmay 8'     | 9. Quinte 2 2/3'      | 9. Terzflöte 1 3/5' | 9. Mixtur 4f         |
| 10. Kopfregal 4'   | 10. Kleinoktave 2'    | 10. Octavin 1'      | 10. Superoktave 2'   |
|                    | 11. Waldflöte 2'      | 11. Mixtur 6-7f     | 11. Kontrafagott 32' |
|                    | 12. Mixtur 5-6f       | 12. Zimbel 3f       | 12. Posaune 16'      |
|                    | 13. Scharfmixtur 5-6f | 13. Dulzian 16'     | 13. Trompete 8'      |
|                    | 14. Fagott 16'        | 14. Oboe 8'         | 14. Trompete 4'      |
|                    | 15. Trompete 8'       |                     |                      |

### Grota Lourdzka
Do kościoła, do kaplicy Serca Jezusowego przylega Grota Lourdzka wybudowana w 1981 r., ale obecna już w projekcie Morawskiego z 1937 r. Poświęcona została 22 listopada 1981. Wnętrze Groty wyłożone jest piaskowcem, a w środku znajduje się figura Najświętszej Marii Panny z wmurowanym poniżej kamieniem z Lourdes.